# Schweierfeld
Schweierfeld ist ein Ortsteil von Schwei in der Gemeinde Stadland im Landkreis Wesermarsch. Die Bauerschaft liegt östlich von Schwei an der B 437.

## Geschichte
Der Ortsteil wurde 1555 eingedeicht. In Schweierfeld war der Standort des Amtshauses sowie der Pförtnerei der Vogtei Schwei. Im Zusammenhang des Kalten Krieges waren von 1973 bis 1989 in einem Militärstützpunkt bei Schweierfeld Flugabwehrraketen des Typs Nike stationiert.

### Mühlen
Schweierfeld war seit Mitte des 17. Jahrhunderts bis in das 20. Jahrhundert Mühlenstandort.

#### Bockwindmühle
In Schweierfeld wurde zwischen 1669 und 1670 an der Niedernstraße eine Bockwindmühle errichtet. Ihre Lage war zentral in der Vogtei Schwei an einem wichtigen Weg zwischen Ovelgönne und Butjadingen. Der erste Müller war 1670 bis 1674 Johann Friedrich Cordes.  In der Pachtzeit des nächsten Müllers Diedrich Dierksen, sind bereits 1685 Mängel an den Gebäuden festgestellt worden. Dirksen baute sich 1680 neben der Mühle ein Wohnhaus und eine Scheune. Während der Weihnachtsflut 1717 nahm die Mühle schweren Schaden. Bis 1744 blieb die Familie Dierksen Mühlenpächter, danach folgte Johann Hoting als Pächter, dann 1759 Johann Onneken und dessen Witwe ab 1763. Franz Otto Ficke aus Hahnenknoop übernahm ab 1774 die Pacht, bis sie 1777 an mehrere Frieschenmoorer Bauern über ging. 1800 wurde Reinhard Fuhrken und Harm Hinrich Wicht Pächter. Am 28. August 1834 fiel die Mühle während des laufenden Betriebes bei einem Sturm um; keine der drei Personen im Gebäude kam ums Leben. Im Nachhinein wurden Mängel an der Holzqualität festgestellt.

#### Erdholländer
Nach der Zerstörung der alten Mühle wurde eine neue Mühle vom Schweier Amtmann Eschen bei einer Vogteiversammlung in Auftrag gegeben. Hierbei handelte es sich um eine Erdholländermühle. Die Bewohner der Vogtei mussten sich mit 2000 Reichstalern an den Kosten beteiligen. Der Mühlenmeister Tormähen baute für Kosten von 6000 Reichstalern eine neue Mühle. Voraussetzung für den Neubau war die Wiederverwendung von alten brauchbaren Materialien wie Holz und Mühlsteinen der alten Mühle. Die Bauarbeiten begannen am 21. April 1835 mit sechs Zimmermännern. Die Tiefe der Mauer belief sich auf 1,8 Meter, bis zur Erdoberfläche wurden hier 25.000 Steine verbaut. Am 7. Dezember wurde die Mühle abgenommen. Im Jahr 1868 wurde die Mühle von Johann Höpken übernommen. Wenige Jahre darauf wurde der Mühlenzwang aufgehoben (Mühlenfreiheit), woraufhin mehrere neue Konkurrenzmühlen gebaut wurden: 1867 in Neustadt, 1872 in Schwei, sodass Höpken 1873 selbst mit einer neuen Mühle nach Seefeld. Daraufhin wurde die Mühle in Schweierfeld abgebaut und 1878 in Stollhamm wiederaufgebaut. Dort wurde sie mit einem ehöten Unterbau ausgestattet.

### Verwaltungsgeschichte
Schweierfeld war bis 1811 Bestandteil und Verwaltungssitz der Vogtei Schwei. Später war es ein Ortsteil der Gemeinde Schwei. Von 1933 bis 1948 gehörte es zur Gemeinde Rodenkirchen. Seit 1974 ist es Teil der Gemeinde Stadland, im Landkreis Wesermarsch.

## Demographie
| Jahr | Einwohner |
| ---- | --------- |
| 1791 | 25        |
| 1793 | 22        |
| 1815 | 19        |
| 1855 | 9         |
| 1925 | 20        |
| 1939 | 30        |
| 1946 | 49        |
| 1950 | 29        |
| 1961 | 50        |